# Xams al-Din Muhàmmad III
Xams al-Din Laixkari Muhàmmad Xah III fou sultà de la dinastia bahmànida del Dècan (1463-1482). Era el fill petit d'Humayun Xah (Ala al-Din Humayun) i va succeir al seu germà gran Nizam Xah o Nizam al-Din Ahmad III el 20 de juliol de 1463 quan només tenia 9 anys. Va tenir el suport de Xah Mohib-ul-lah (que fou alliberat del seu captor, Mahmud Xah I Khalji de Malwa) i de Syed Hanif. El seu ministre fou el famós Mahmud Gawan (que portava els títols de Malik al-Tujjar i Khwadja Jahan).
Va fer una campanya el 1467 contra Malwa i va assetjar Kherla, sense èxit. Es va casar quan tenia 14 anys (1468) i en endavant la reina mare es va retirar dels afers. Després Mahmud Gawan, entre el 1469 i el 1471, va conquerir el sud del Konkan amb Goa (ocupada l'1 de feber de 1472). El 1470 Nizam al-Mulk va assassinar Khwaja-e-Jahan Turk (un dels membres del consell de regència establert a la mort d'Humayun) a petició de la reina i en presència del sultà. El 1472 un braman que havia estat fet presoner a Vijayanagar i criat com a musulmà amb el nom de Nizam al-Mulk Malik Hasan Barid, va fer una expedició victoriosa al sud d'Orissa, derrotant el raja Kapileswar, rebent en recompensa el govern de Telingana. Un altre braman d'origen similar, Fath Allah Imad al-Mulk, va rebre el govern de Berar i un turc, Yusuf Adil Khan fou nomenat a Daulatabad. El mateix 1472 el sultà va fer una expedició militar que va ocupar Bankapur i Belgaon i la seva conducta davant aquesta darrera li va valer el títol honorífic de LaXkari (el Soldat). El 1463 va morir la reina mare.
El 1474 el Dècan fou assolat per una gran fam que va durar dos anys i el 1476 hi va haver una revolta a Kondavir i el sultà va anar a Telingana en ajut de Malik Hasan que havia quedat assetjat a Rajamahendri, i va envair Orisssa per castigar el raja que havia donat suport als rebels. A la tornada el 1478 va ocupar Kondavir i va agafar el títol de Ghazi. Es disposava a envair Karnataka oriental quan va dividir el govern de Telingana en dos, el que va molestar al governador Malik Hasan Barid. Per consell de Mahmud Gawan el sultà planejava dividir les províncies per evitar que es fessin autònomes. Muhammad es va establir a Kondapalli a Karnataka, que va convertir en quarter general; va fer una incursió a Conjeeveram i estant a Kondapalli va emetre un decret pel que dividia cadascuna de les tres províncies del regne (a part de Telingana eren Gulbarga, Dawlatabad i Berar) en dos governs separats. Kanchi fou ocupada el 2 de març de 1481. No va deixar contents als seus governadors però sense arribar a la irritació que havia provocat en Malik Hasan, el qual considerava a Mahmud Gawan com el culpable. Per això va falsificar una carta i la va utilitzar per acusar falsament al ministre de col·laborar amb enemics exteriors (amb el rei Puruixottum d'Orissa). Muhammad un dia que anava begut, va convocar al ministre i el va fer matar sense fer cap investigació (5 d'abril de 1481) quan tenia 73 anys. Pocs dies després la innocència de Gawan quedava acreditada. El partit dels turcs sota Yusuf Adil Khan (que es va establir a Bijapur) i el dels dekhanis (indígenes) sota Fath Allah Imad al-Mulk de Berar van evitar el contacte amb el rei que estava sota influència de l'assassí.
Després els emirs van acompanyar a Muhammad a Bidar i més tard a una expedició a Belgaon, però van establir el seu campament de manera separada, lluny del campament reial, i van saludar al rei a distància refusant restar a la seva presència. Muhammad va voler oblidar bevent i bevent, fins que va morir d'un come etílic el 22 de març de 1482.
El va succeir el seu fill Xihab al-Din Mahmud, que ja no va tenir cap poder.